# 久世公堯
久世 公堯（くぜ きみたか、1928年〈昭和3年〉8月15日 - 2022年〈令和4年〉4月19日）は、日本の自治官僚、政治家。

## 来歴
富山県出身。父親は陸軍少将の久世弥三吉、弟は演出家で作家の久世光彦。
都立第一中学、東京陸軍幼年学校、陸軍士官学校、富山高等学校 (旧制)を経て東京大学教養学部に入学。3年次に同大学法学部へ進学し、行政法の大家である田中二郎の下で学ぶ。
1953年、大学卒業後に自治省（現・総務省）入省。同時に埼玉県総務部地方課配属。主に市町村の組織や運営に対する行政指導を担当した。この時は「町村合併促進法」制定の年であり、町村合併に係る行財政の特例をはじめ、様々な問題とともに合併に関連する市町村からの問い合わせが殺到していたという。
その後は秋田県財政課長、自治省大臣官房審議官、自治大学校長を歴任。自治省内では理論派で知られていた。
1983年、参議院選挙比例代表から立候補、落選したが、1986年に初当選、自由民主党では宮沢派―加藤派に属す。金融再生委員会委員長、党税制調査会副会長などを務め、3期18年務めて引退。大学講師、著書多数。
2022年4月19日午後3時28分、老衰のため、東京都内の高齢者介護施設で死去し、喪主は長男の暁彦が務める。93歳没。
なお引退死去後の2023年現在も久世公堯後援会は久世暁彦を代表者として存続している

## 人物
2010年に106歳で死去し、神戸市に12億円余りを寄付した篤志家の置塩壽はおばに当たる。

## 閣僚更迭
2000年に第2次森内閣の金融再生委員会委員長として初入閣したが、参議院選挙において大手マンション会社から党費を肩代わりしてもらい、自民党比例名簿上位に登載して当選していたことが発覚し、わずか1ヶ月足らずで更迭された。
相手であるジャーナリストから金銭の供与を仄めかされて断り、発覚したともいわれた。この事件は、参議院比例区において非拘束名簿式が導入されるきっかけになった。

## 著書
- 『地方自治講座 第1巻 地方自治制度』（第一法規出版、1967年）
- 『地方自治の知恵』（帝国地方行政学会、1969年）
- 『アメリカとヨーロッパの地方自治と地域開発』（帝国地方行政学会、1970年）
- 『地方自治条例論』（日本評論社、1970年）
- 『地方行政管理講座 第2巻 組織管理』（第一法規出版、1971年）
- 『美しい都 アメリカとヨーロッパの都市生活』（学陽書房、1971年）
- 『地方自治法 動態的地方自治制度』（学陽書房、1971年）
- 『地方自治制度』（新地方自治講座、第一法規出版、1973年）
- 『地方自治制度』（地方公務員新研修選書、学陽書房、1980年）
- 『地域づくりの道標 続・地方自治の知恵』（ぎょうせい、1982年）
- 『地方都市論 地方の時代の都市振興戦略』（ぎょうせい、1983年）
- 『新地方自治の知恵』（ぎょうせい、1995年）

### 共著
- 『地方自治演習講座 第1巻 地方自治法』（松本英昭共著、第一法規出版、1970年）
- 『議会』（新地方自治講座、浜田一成共著、第一法規出版、1973年）